# Christina Engdahl
Ingrid Christina Holgersdotter Engdahl, född 16 juli 1940 i Stockholm, är en svensk arkitekt.
Engdahl avlade arkitektexamen vid Kungliga Tekniska högskolan 1963 och blev teknologie licentiat där 1967. Hon var arkitekt vid Kungliga Tekniska högskolans byggnadskommitté 1967–1969 och högskolelektor i arkitektur, husbyggnad vid Kungliga Tekniska högskolan från 1970. Hon har skrivit bland annat Servicebostäder för enpersonshushåll (1972),  Stenhusen 1880-1920: varsam ombyggnad (tillsammans med Lena Dranger Isfält, 1983) och Bostadsbebyggelsen från 1930- och 40-talen: varsam ombyggnad (tillsammans med Lena Dranger Isfält, 1989). 